# Liptovský Hrádok
Liptovský Hrádok (in tedesco: Neuhäusel in der Liptau, in ungherese: Liptóújvár) è una città della Slovacchia facente parte del distretto di Liptovský Mikuláš, nella regione di Žilina.
Il suo nome significa letteralmente "piccolo castello di Liptov".

## Storia
La località ove sorge l'attuale borgo fu abitata sino dall'età del bronzo. La prima fortificazione fu costruita nel XIII secolo; risale al 1262 la prima menzione scritta dell'esistenza della città, sotto il nome latino di Castro Lippo.
Inizialmente di proprietà del re, la fortificazione passò diverse volte di mano, fino a cadere in rovina nel 1709.
Il comune fu fondato nel XVIII secolo. In un primo momento l'edificio principale fu un deposito di sale, ferro e rame, provenienti dalle vicine miniere. Nel 1792 iniziò le attività una fonderia di rame.
Sul finire del XIX secolo la città fu coinvolta nella costruzione dell'anello ferroviario Budapest-Miskolc-Košice-Poprad-Liptovský Hrádok-Liptovský Mikuláš-Martin-Žilina-Trnava-Bratislava-Vác-Budapest. Nel 1910 la città ospitava 667 abitanti (351 di etnia slovacca e 256 di etnia ungherese). Fino al 1919 essa appartenne al Regno di Ungheria, nella cui suddivisione territoriale fungeva da capoluogo del distretto di Liptóújvár.